# Турколувка
Турколувка (пол. Turkołówka; укр. Турколовка) — село в Польщі, у гміні Грубешів Грубешівського повіту Люблінського воєводства. Населення — 31 особа (2011).

## Історія
За даними етнографічної експедиції 1869—1870 років під керівництвом Павла Чубинського, у селі проживали греко-католики, які розмовляли українською мовою.
У 1975—1998 роках село належало до Замойського воєводства.

## Демографія
Демографічна структура станом на 31 березня 2011 року:
|          | Загалом | Допрацездатний вік | Працездатний вік | Постпрацездатний вік |
| -------- | ------- | ------------------ | ---------------- | -------------------- |
| Чоловіки | 11      | 2                  | 8                | 1                    |
| Жінки    | 20      | 3                  | 10               | 7                    |
| Разом    | 31      | 5                  | 18               | 8                    |